# Luhove, Vasîlivka
Luhove (în ucraineană Лугове) este localitatea de reședință a comunei Luhove din raionul Vasîlivka, regiunea Zaporijjea, Ucraina.

## Demografie
Componența lingvistică a localității Luhove
     Ucraineană (90,65%)
     Rusă (7,32%)
     Alte limbi (0,61%)
Conform recensământului din 2001, majoritatea populației localității Luhove era vorbitoare de ucraineană (90,65%), existând în minoritate și vorbitori de rusă (7,32%) și armeană (1,22%).